# Elecciones legislativas de la República Checa de 2025
Las elecciones legislativas de la República Checa de 2025 se llevarán a cabo los días 3 de octubre y 4 de octubre de 2025. Serán elegidos 200 miembros de la Cámara de Diputados y el líder del gobierno resultante se convertirá en el Primer Ministro.

## Antecedentes

#### Elecciones de 2021
En las elecciones de octubre de 2021, la coalición de centro-derecha Spolu (formada por la ODS, KDU-ČSL y TOP 09) obtuvo el primer lugar con el 27,8 % de los votos. El movimiento populista ANO 2011, liderado por el ex primer ministro Andrej Babiš, quedó en segundo lugar, seguido por la alianza de los Piratas y Alcaldes e Independientes (STAN).
Tras las elecciones, se formó un gobierno de coalición entre Spolu, los Piratas y STAN, con Petr Fiala (ODS) como primer ministro.

#### Crisis de gobierno 2024
En septiembre de 2024, el primer ministro Fiala destituyó al líder de los Piratas, Ivan Bartoš, de su cargo de ministro de Digitalización y Desarrollo Regional. Esto provocó la salida de los Piratas del Ejecutivo, debilitando la coalición de gobierno, aunque Spolu y STAN mantuvieron una mayoría estrecha en la Cámara de Diputados.

#### Elecciones regionales de 2024
En las elecciones regionales y al Senado de septiembre de 2024, el partido ANO obtuvo una victoria contundente, mientras que los Piratas sufrieron un retroceso significativo. Además, el movimiento Stačilo!, apoyado por los comunistas, logró irrumpir con fuerza en las elecciones.

## Sistema electoral
Durante las elecciones anteriores, los 200 miembros de la Cámara de Diputados fueron elegidos de 14 distritos plurinominales por representación proporcional de lista abierta con un umbral electoral del 5%. El umbral se elevó al 10% para las alianzas bipartitas, al 15% para las alianzas tripartitas y al 20% para las alianzas de cuatro o más partidos. Los escaños se asignaron mediante el método D'Hondt. Los votantes pueden otorgar votos preferenciales a hasta cuatro candidatos en una lista. Los candidatos que reciben votos preferenciales de más del 5% de los votantes se colocan en la parte superior de su lista; en los casos en que más de un candidato reciba más del 5% de los votos preferenciales, se clasifican por orden de votos recibidos.
Se esperaba que las elecciones de 2021 se llevaran a cabo utilizando el mismo sistema electoral, pero el 2 de febrero de 2021 el Tribunal Constitucional se pronunció sobre una denuncia presentada por un grupo de senadores de Alcaldes e Independientes, Unión Cristiana y Demócrata y TOP 09, de que el sistema electoral era desproporcionado y favorecía a los partidos mayoritarios. La denuncia se centró en el método D'Hondt, la división del país en 14 distritos electorales y el aumento del umbral electoral para las alianzas. La decisión del Tribunal Constitucional, publicada el 3 de febrero de 2021, fijó el umbral de alianzas en el 5% y eliminó algunas disposiciones relativas a la asignación de escaños. Las nuevas disposiciones deben promulgarse antes de la elección.

## Encuestas

Gráfico de regresión local de las encuestas realizadas desde las elecciones de 2021 por partido.

## Formaciones políticas

### Con representación parlamentaria
| Formaciones/Coaliciones | Formaciones/Coaliciones | Formaciones/Coaliciones       | Ideología               | Posición      | Líder         | Escaños (2021) |
| ----------------------- | ----------------------- | ----------------------------- | ----------------------- | ------------- | ------------- | -------------- |
|                         | ANO 2011                | ANO 2011                      | Populismo de derecha    | Derecha       | Andrej Babiš  | 72/200         |
|                         | SPOLU                   | Juntos                        | Conservadurismo liberal | Centroderecha | Petr Fiala    | 71/200         |
|                         | STAN                    | Alcaldes e independientes     | Localismo               | Centro        | Vít Rakušan   | 33/200         |
|                         | SPD                     | Libertad y Democracia Directa | Democracia directa      | Derecha       | Tomio Okamura | 20/200         |
|                         | Pirates                 | Partido Pirata                | Políticas piratas       | Sincretismo   | Zdeněk Hřib   | 4/200          |

### Sin representación parlamentaria
| Candidatura | Candidatura                                           | Líder              | Ideología                 | Posición        |
| ----------- | ----------------------------------------------------- | ------------------ | ------------------------- | --------------- |
|             | Motoristas por sí Mismos (AUTO)                       | Filip Turek        | Populismo de derecha      | Derecha         |
|             | Movimiento Cívico Přísaha (Přísaha)                   | Robert Šlachta     | Populismo de derecha      | Derecha         |
|             | ¡Basta! (Stačilo!)                                    | Kateřina Konečná   | Nacionalismo de izquierda | Izquierda       |
|             | Soberanía Checa de la Socialdemocracia (ČSSD)         | Jiří Paroubek      | Nacionalismo de izquierda | Izquierda       |
|             | Democracia Suiza (SD)                                 | -                  | Democracia directa        | Derecha         |
|             | Partido Monárquico de Bohemia, Moravia y Silesia (KČ) | Václav Srb         | Monarquismo               | Centroderecha   |
|             | No votes Urza.cz (Urza)                               | -                  | Anarcocapitalismo         | -               |
|             | Movimiento de Tierras de Moravia (MZH)                | -                  | Regionalismo              | Centro          |
|             | La Izquierda (Levice)                                 | -                  | Socialismo democrático    | Izquierda       |
|             | Bloque de Derecha (PB)                                | -                  | Anticomunismo             | Derecha         |
|             | Partido Poético de Balbín (BPS)                       | Jiří Hrdina        | Democracia directa        | -               |
|             | ¡República Checa en Primer Lugar! (ČR1)               | Ladislav Vrabel    | Antivacunas               | Extrema derecha |
|             | Movimiento Circular (Kruh)                            | -                  | Progresismo               | Centroizquierda |
|             | Movimiento Generacional (Generace)                    | -                  | Liberalismo económico     | Centro          |
|             | Movimiento de Ciudadanos y Empresarios (HOP)          | -                  | Populismo antisistema     | -               |
|             | Señal Clara de los Independientes (JaSaN)             | Vladimír Štěpán    | Soberanismo               | Derecha         |
|             | Rebeldes (Rebelové)                                   | Miloslav Zientek   | Populismo económico       | Centro          |
|             | El Estado Debería Servir (SMS)                        | -                  | Conservadurismo liberal   | Centro          |
|             | Volt Chequia (Volt)                                   | Mikuláš Peksa      | Federalismo europeo       | Centro          |
|             | Voluntia (Voluntia)                                   | Tomáš Roud         | Libertarismo              | Derecha         |
|             | DESAFÍO 2025 (VÝZVA)                                  | Karolína Kubisková | Conservadurismo           | Centroderecha   |